# Destino (Conrad)
Destino (Chance) è un romanzo di Joseph Conrad del 1913.

## Trama
Il romanzo è diviso in due parti, come suggerisce il sottotitolo. La seconda parte è narrata in prima persona da Charles Marlow, personaggio, non estraneo alla vicenda, che ricorre anche in altre opere di Conrad quali Cuore di tenebra, Lord Jim o Giovinezza. Il romanzo è caratterizzato da una narrativa complessa nella quale intervengono diversi narratori, che introducono nella vicenda punti di vista differenti, e con il ricorso all'artificio della trasposizione dei tempi. Il romanzo è anche insolito tra le opere di Conrad per avere come protagonista un personaggio femminile: Flora de Barral.
I narratori tentano di descrivere e interpretare vari episodi della vita di Flora, la figlia del truffatore in prigione di nome Smith de Barral (anche se questo personaggio è famoso nel mondo del romanzo come un criminale, è possibile che fosse, almeno in un primo momento, soltanto un banchiere incompetente). Flora conduce una vita confortevole quando il padre è prospero, ma in seguito deve contare sulla generosità degli altri, che hanno risentimento o piani per lei. Flora riesce a sfuggire a tutto ciò sposando il capitano Anthony. Gran parte del libro riguarda le opinioni dei diversi narratori su ciò che lei e il capitano aspettano dalla loro unione, e ciò che in realtà ottengono. Quando suo padre viene scarcerato, si unisce a loro sulla nave, e il libro si dirige verso il suo epilogo.

## Edizioni italiane
- Joseph Conrad, Destino, traduzione di Margherita Guidacci, Milano, Bompiani, 1961.
- Joseph Conrad, «Il caso». In: Tutte le opere narrative di Joseph Conrad, Vol. III: Romanzi occidentali; a cura di Ugo Mursia; introduzione di Franco Marenco; con introduzioni critiche di Elio Chinol e Franco Marenco; Traduzione di Ugo Mursia e Renato Prinzhofer, Milano: Ugo Mursia, 1972.
- Joseph Conrad, Destino, traduzione di Francesco Binni, Roma, Newton Compton, 1997.
- Joseph Conrad, Il caso, traduzione di Richard Ambrosini, Milano, Adelphi, 2013.